# Аики, Айман
Айми́н Аики́ (фр. Ayman Aiki; род. 25 июня 2005, Шампиньи-сюр-Марн) — французский футболист, нападающий клуба «Сент-Этьен».

## Клубная карьера
Аики — воспитанник клубов «Бри», «Жонвиль» и «Сент-Этьен». 30 июля 2022 года в матче против «Дижона» он дебютировал в Лиге 2 в составе последнего. В этом же поединке Айман забил свой первый гол за «Сент-Этьен».

## Международная карьера
В 2022 году в составе юношеской сборной Франции Туре принял участие в юношеском чемпионате Европы в Израиле. На турнире он сыграл в матчах против команд Польши, Болгарии и Нидерландов. В поединке против болгар Айман забил гол.

## Достижения
Сборная Франции (до 17 лет)
- Чемпион Европы до 17 лет: 2022